# 清水精一郎
清水 精一郎（しみず せいいちろう、生年不詳 - 元治2年1月28日（1865年））は、尊皇攘夷の志士。駿河国の出身。

## 人物
尊皇攘夷の論が高調していた当時、外国人をふかく敵視した。
横浜に行き、イギリス人2名が幕吏の警衛を受けつつ騎乗して自分の前を過ぎゆくのに遭い、イギリス人が馬上から「浪士、浪士」と語を発したことに憤慨し、密かに先回りして待ち伏せし、単身剣を振るってこれを斬り、逃れて、数日間、品川の妓楼で通飲していたが、ついに捕らえられ、元治2年1月28日、外国人への謝罪のため横浜で磔刑に処せられた。